# HD 145674
HD 145674，又名BD+58 1622，SAO 29823、HR 6036，是一颗恒星，视星等为6.33，位于銀經88.89，銀緯43.94，其B1900.0坐标为赤經16h 7m 5.1s，赤緯+58° 43.94′ 54″。